# 永年洼
永年洼，位于中国河北省邯郸市永年区东部，所属湖区为海河区。由滏阳河供给及夏秋季的雨水积存，是河北省南部唯一的内陆淡水型湿地，面积共75平方公里，是华北平原中仅次于白洋淀、衡水湖的第三大淡水湖。永年洼陆面平均海拔41米，比滏阳河底还低两米，并且常年积水在0.4米-0.6米，其中最深处达4米以上，这里长年积水，水质优良，芦苇丛生，被人们誉为“北国小江南”和“第二白洋淀”。
邯郸市为了保护永年洼的淡水资源和湿地资源在此地区，2010年2月，启动投资3.5亿元的湿地恢复工程，2012年正式成为中国国家湿地公园建设试点单位，并且规划了面积1070.4公顷，湿地面积为598.9公顷的永年洼国家湿地公园。2017年12月又通过国家评委评审。